# Диденко, Алексей Николаевич (геолог)
Алексей Николаевич Диденко (род. 4 ноября 1954, Баку) — советский и российский геолог, геофизик, лауреат премии имени А. Д. Архангельского (2005), член-корреспондент РАН (2016), академик РАН (2025).

## Биография
Родился 4 ноября 1954 года.
В 1997 году — защитил докторскую диссертацию, тема: «Палеомагнетизм и геодинамическая эволюция Урало-Монгольского складчатого пояса».
С 2007 года — директор Института тектоники и геофизики им. Ю. А. Косыгина ДВО РАН.
В 2016 году — избран членом-корреспондентом РАН, в 2025 — академиком РАН (специальность геология, ОНЗ РАН).

## Научная деятельность
Специалист в области геодинамики и палеомагнетизма, автор 270 научных работ, из них 7 монографий.
Автор принципиально новой петромагнитной модели океанической литосферы.
Под его руководством защищено 5 кандидатских диссертаций.
Ведет преподавательскую деятельность, читая курс лекций «Физика Земли и планет» в Тихоокеанском государственном университете.

### Научно-организационная деятельность
- член Президиума ДВО РАН;
- заместитель главного редактора журнала «Тихоокеанская геология», член редколлегии журнала «Геотектоника»;
- член Научного совета по тектонике и геодинамике РАН;
- член Объединенного ученого совета по наукам о Земле ДВО РАН;
- эксперт РНФ, РФФИ и Минобрнауки, член диссертационного совета при ГИН РАН.

## Награды
- Медаль ордена «За заслуги перед Отечеством» II степени (2016)[5]
- Премия имени А. Д. Архангельского (совместно с С. А. Куренковым, В. А. Симоновым, за 2005 год) — за монографию «Геодинамика палеоспрединга»
- Почетная грамота Президиума РАН (1999, 2011) — за большой личный вклад в развитие российской науки